# Красноклювые древолазы
Красноклювые древолазы (лат. Hylexetastes) — род птиц из семейства печниковых из подсемейства Dendrocolaptinae.

## Классификация
В состав рода включают три вида:
- Hylexetastes perrottii (Lafresnaye, 1844) — Красноклювый древолаз
- Hylexetastes uniformis Hellmayr, 1909
  - Hylexetastes uniformis brigidai Cardoso da Silva, Novaes & Oren, 1995
  - Hylexetastes uniformis uniformis Hellmayr, 1909
- Hylexetastes stresemanni Snethlage, 1925 — Полосатобрюхий красноклювый древолаз
  - Hylexetastes stresemanni insignis Zimmer, 1934
  - Hylexetastes  stresemanni stresemanni Snethlage, 1925
  - Hylexetastes stresemanni undulatus Todd, 1925

Подвиды Hylexetastes perrotii brigidai и Hylexetastes perrotii uniformis иногда считают самостоятельными видами.
Выделение рода от других родов, вероятно, произошло во время плиоцена.

## Охранный статус
Два вида Hylexetastes perrottii и Hylexetastes stresemanni включены в список угрожаемых видов Международного союза охраны природы со статусом LC (Вызывающие наименьшие опасения).

## Распространение
Представители рода являются эндемичными для лесов бассейна Амазонки.